# Fort Bullen

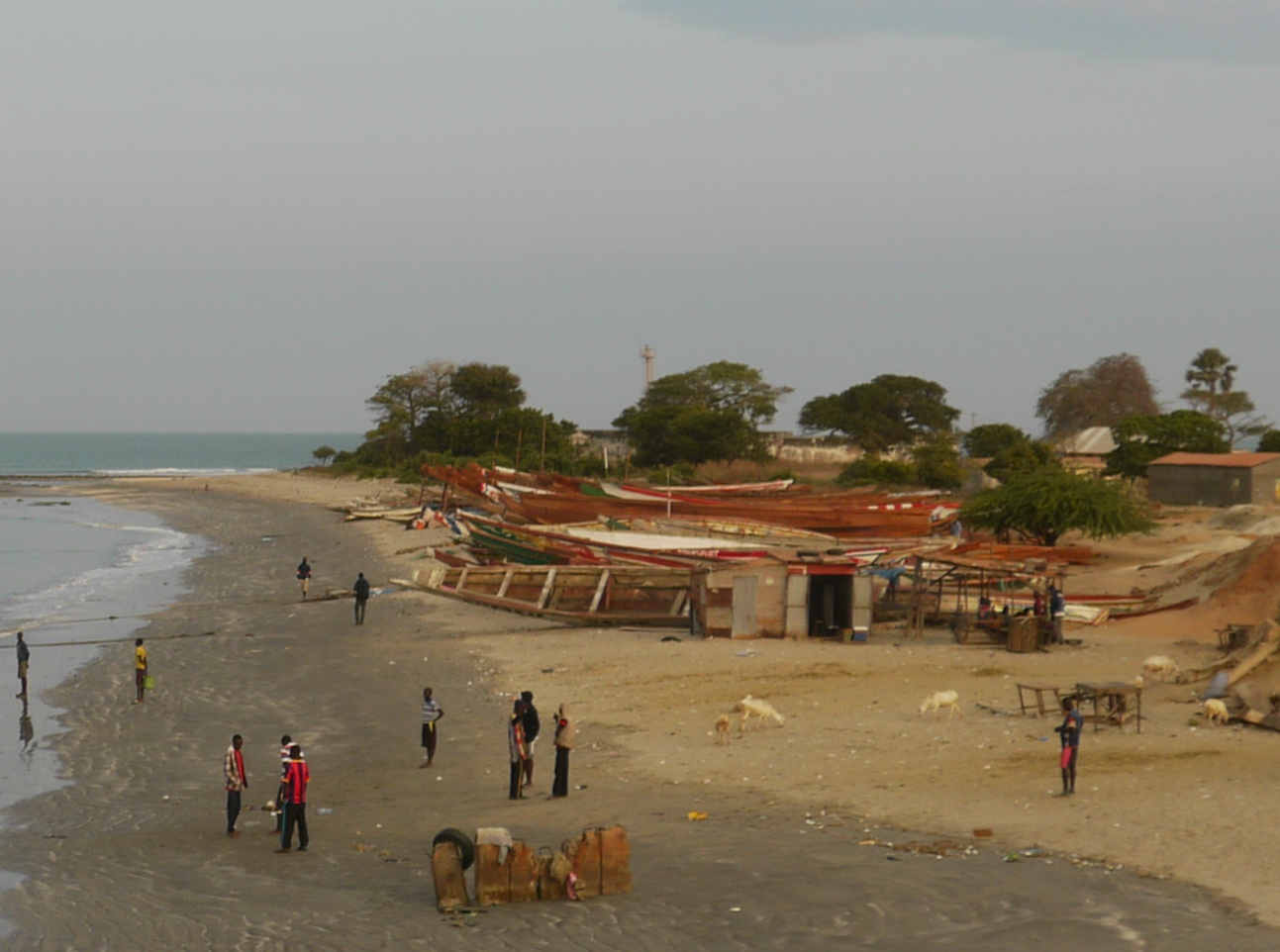
Fort Bullen hinter den Bäumen

Fort Bullen war eine Festung an der Mündung des Gambia-Flusses am Barra Point in der Nähe der Stadt Barra. Die Ruinen sind als Kunta Kinteh Island und zugehörige Stätten in die Liste der UNESCO-Weltkulturerbe aufgenommen worden.

## Beschreibung
Die Festung wurde von den Briten 1826 errichtet und sollte mit der Garnison in Bathurst, der heutigen Hauptstadt Banjul, helfen, die Kontrolle über die Flussmündung zu erlangen. Die Briten wollten nach der Abschaffung des Sklavenhandels auch andere Nationen daran hindern, Sklaven aus der Region zu verschleppen.